# Hans Holbein den äldre

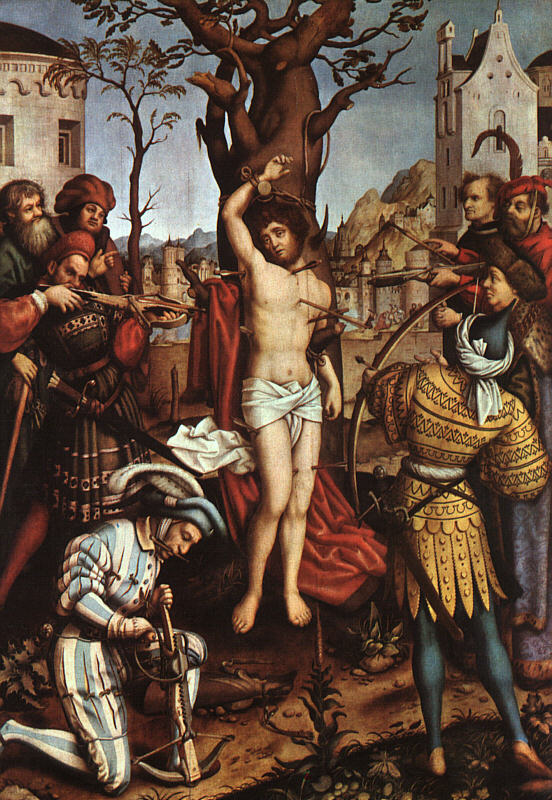
Hans Holbein d.ä. - "Den helige Sebastians martyrium" (cirka 1516). Alte Pinakothek, München.

Hans Holbein d.ä., född cirka 1465 i Augsburg, död 1524 i Issenheim i Alsace, var en tysk målare och tecknare. Han var far till Hans Holbein den yngre och Ambrosius Holbein.
Holben var huvudsakligen verksam i Augsburg. Hans tidigaste arbeten visar en nederländskt och elsassikt påverkad gotisk stil, men hans framställningssätt blir alltmera måleriskt och rumsligt fördjupat. Omkring 1515 sker ett genombrott, då Hans Holbein övergår från gotiken till renässansen, och där inte bara det medeltida rosverket byts ut mot renässansarkader, utan där figurerna under italiensk inflytande tecknas med fri och behagfull hållning och målas med skickligt framhävande av gestalternas rundning. Under hela sin utveckling behåller han en anmärkningsvärd djup och rik färgskala.
Bland hans huvudarbeten märks Weingärtneraltarets flyglar (domen i Augsburg, 1463), Paulusbasilikan (museet i Augsburg, 1508), Sebastianaltaret (Gamla pinakoteket i München, 1516) och Livsbrunnen (museet i Lissabon, 1519).

## Eftermäle
Nedslagskratern Holbein på planeten Merkurius och asteroiden 8122 Holbein är uppkallad efter honom och hans son.